# Heráclito (comentarista)
Heráclito (siglo I) fue un gramático griego que escribió un comentario sobre Homero que aún se conserva. Nada se conoce sobre su vida, aunque se acepta generalmente que vivió en el siglo I d. C.
Su única obra recibió varios títulos: Problemas homéricos, Cuestiones homéricas, y Alegorías homéricas. En ella Heráclito defiende a Homero contra quienes lo denuncian por sus representaciones inmorales de los dioses. Heráclito basa su defensa de Homero en la interpretación alegórica. Hace interpretaciones de importantes episodios de la Iliada y la Odisea, especialmente de los que recibieron las mayores críticas, como las batallas entre los dioses, o la relación extraconyugal de Afrodita y Ares. Muchas de sus alegorías son físicas, en el sentido de que sostienen que los personajes de los poemas representan fuerzas elementales, o éticas, en el sentido de que contienen mensajes edificantes. Su obra presupone un buen conocimiento de las corrientes filosóficas, especialmente del estoicismo.